# Jogos dos Pequenos Estados da Europa de 1987
Os II Jogos dos Pequenos Estados da Europa foram realizados no principado de Mônaco. Neste ano, o Chipre obteve sua menor posição, em terceiro lugar.
| Ordem | País          | Medalha de ouro | Medalha de prata | Medalha de bronze | Total |
| ----- | ------------- | --------------- | ---------------- | ----------------- | ----- |
| 1     | Islândia      | 27              | 14               | 7                 | 48    |
| 2     | Luxemburgo    | 15              | 25               | 22                | 62    |
| 3     | Chipre        | 13              | 17               | 16                | 46    |
| 4     | Monaco        | 6               | 3                | 11                | 20    |
| 5     | Liechtenstein | 3               | 1                | 6                 | 10    |
| 6     | San Marino    | 1               | 5                | 5                 | 11    |
| 7     | Malta         | 1               | 1                | 4                 | 6     |
| 8     | Andorra       | 0               | 0                | 1                 | 1     |